# Grötzingen
Grötzingen é uma cidade da Alemanha, no distrito de Karlsruhe. Em 31 de dezembro de 2006 sua população era 9.362 habitantes.